# Раковець (Коломийський район)
Ракове́ць — село в Україні, у Городенківській міській громаді Коломийського району Івано-Франківської області, розташоване на правому березі р. Дністер, за 25 км від центру громади і залізничної станції Городенка. Населення — 823 особи. До 2020 адміністративний центр Раковецької сільської ради. Сільраді також було підпорядковане село Семенівка.
Відповідно до Розпорядження Кабінету Міністрів України від 12 червня 2020 року № 714-р «Про визначення адміністративних центрів та затвердження територій територіальних громад Івано-Франківської області» увійшло до складу Городенківської міської громади.

## Географія
Селом протікає річка Семенівка.

## Історія
Відоме за матеріалами ґродських і земських книг з 1440 року. Знане завдяки руїнам феодального Раковецького замку XVII ст. У 1676 році ним оволоділи турки.
Під час окупації гітлерівці замордували 12 селян Раківця, 54 — вигнали на каторгу до Третього Райху.

## Пам'ятки

### Замок (1660р.)

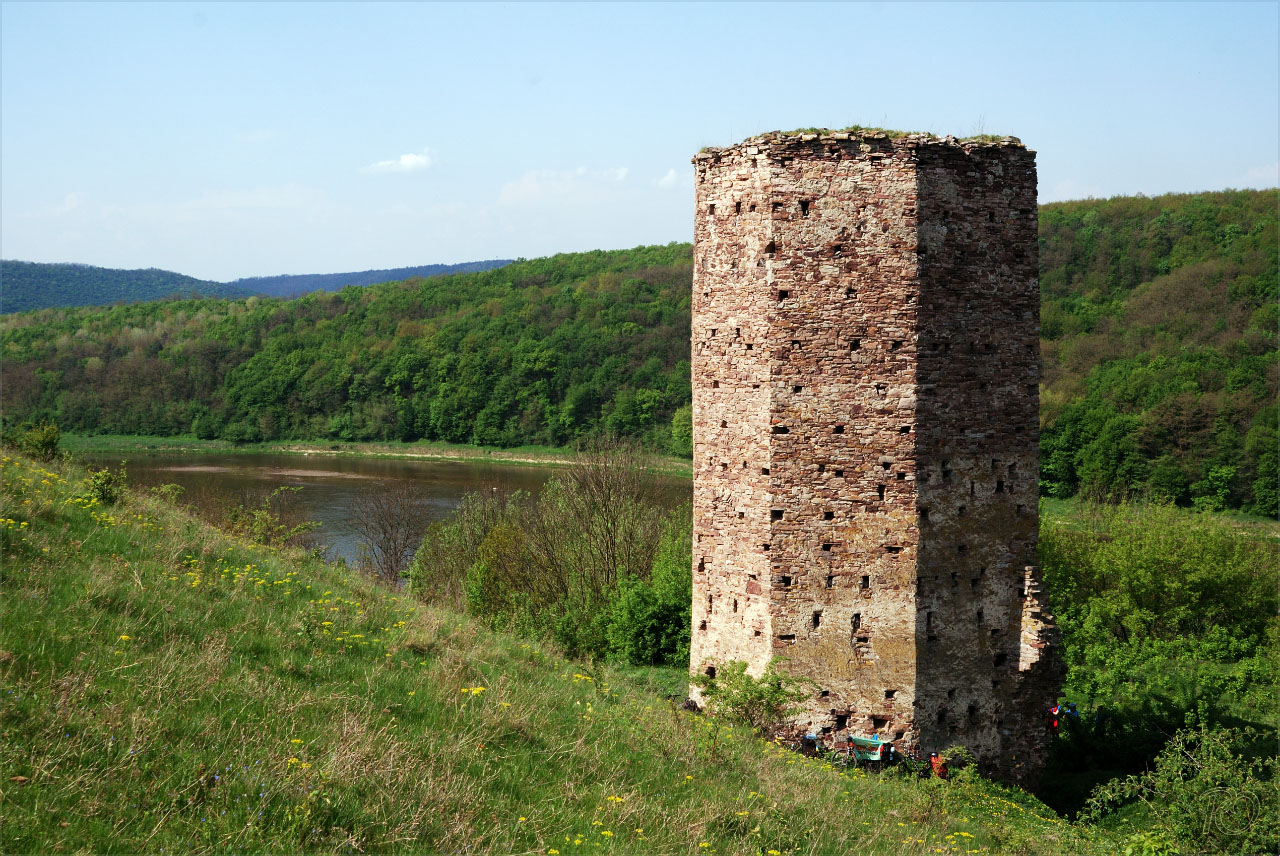
Залишки замку (1660 р.)

Замок у селі Раковець розташований на природній скельній терасі, що стрімко обривається до правого берега річки Дністер на південній околиці села. Будівництво замку розпочалося в 40 роках XVII століття, було завершене в 1660 році. Замок, розміром 60 на 40 метрів, мав три оборонні вежі та житлові приміщення в західній частині.

### Церква Святого Димитрія Великомученика (1858р.)
У селі, в мальовничій долині неподалік річки Дністер, стоїть мурована церква Святого Дмитрія Великомученика. Споруджена в 1858 році. Біля головного входу на подвір'я храму височить дзвіниця на три яруси.

### Каплиця-костел (1835р.)
На старому цвинтарі в центрі села стоїть каплиця-костел. Споруджена в 1835 році. Над входом у каплицю збереглася плита з надписом: «Текля зі Скарбків Боровських Дверніцька присвячує той пам'ятник для чоловіка Міхала Дверніцького і брата його Александра Дверніцького дня 29 місяця листопада 1835 року». (Tekla ż Skarbków Borowskich Dwernicka poswięca te Pamiątkę dla Męza Michała Dwernickiego i brata Jego Alexandra Dwernickiego gnia 29 Miesćąca Listopada 1835 Roku.)

## Населення

### Мова
Розподіл населення за рідною мовою за даними перепису 2001 року:
| Мова       | Кількість | Відсоток |
| ---------- | --------- | -------- |
| українська | 822       | 99.88%   |
| російська  | 1         | 0.12%    |
| Усього     | 823       | 100%     |

## Економіка
На території села провадиться ставкове рибне господарство.
4 липня 2015 року у селі відбулося офіційне відкриття пристані для плотів, байдарок і катерів, які курсують по Дністру. Його засновники планують відкрити ще кілька подібних в інших місцях на Дністрі. Сподіваються, що це сприятиме розвитку туризму в районі.

## Відомі люди

### Народились
- Борковський Іван  — український і чехословацький археолог[6]
- Остап Левицький — український педагог, письменник, перекладач, громадсько-культурний діяч (літературний псевдонім — Остап Ковбасюк).

### Пов'язані
- Парохом села був отець Євстахій Шухевич — батько Осипа Шухевича, дід Володимира Шухевича, прапрадід головнокомандувача УПА Романа Шухевича.[7]
- Дорош Юліан-Юрій Омелянович — український фотограф-художник, піонер української кінематографії в Галичині, етнограф, краєзнавець, член Українського фотографічного товариства[8].

## Цікаві факти
- На околицях Раківця виявлено 2 пізньопалеолітичні стоянки, знайдено золоті монети Олександра Македонського та поселення давньоруських часів.
- у селі знімали перший західноукраїнський повнометражний фільм — До добра і краси.